# Histoire générale des voyages
L'Histoire générale des voyages ou Nouvelle collection de toutes les relations de voyages par mer et par terre, qui ont été publiées jusqu'à présent dans les différentes langues de toutes les nations connues est un ouvrage en 15 volumes de l'abbé Prévost, paru de 1746 à 1759.
C'est un grand succès éditorial, avec de nombreuses rééditions, contrefaçons et adaptations.

## Histoire éditoriale
Dès 1733, Prévost envisageait de publier une compilation de récits de voyages : « On pourrait parler des religions, des coutumes, des lois, des événements extraordinaires de chaque pays, des caractères des peuples, de leur commerce, de leurs mœurs, de ce que chaque pays produit. »

### Texte source

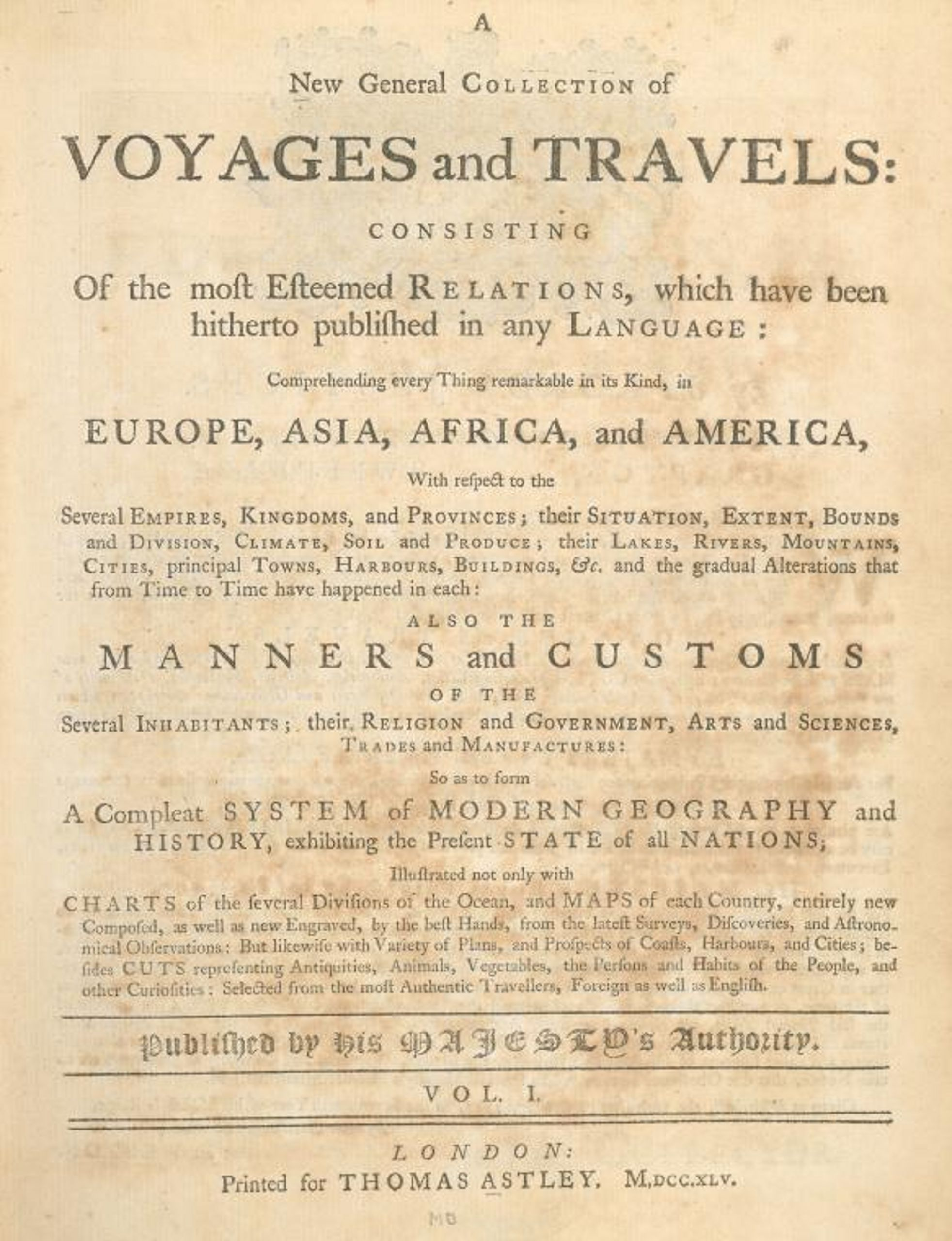
Page de titre de New Collection of Voyages and Travels, 1745

Dans un premier temps, Prévost doit se contenter de traduire les quatre premiers volumes de A New General Collection of Voyages and Travels, parue chez l'éditeur londonien Thomas Astley (en) de 1744 à 1747, ce qui correspond aux sept premiers volumes de son édition. Cette traduction est une commande officielle de Maurepas, alors ministre de la Marine et du chancelier d'Aguessau,. Elle est destinée à éveiller l'intérêt des Français pour d'éventuelles expéditions commerciales outre-mer.
Le texte original est une compilation réalisée par un certain John Green. Il s'agit en fait de Bradock Mead, auteur d'un voyage en Syrie, traducteur d'un voyage en Chine, et cartographe. D'origine irlandaise, né aux alentours de 1688, il s'installe à Londres où il est impliqué dans une affaire de captation d'héritage qui l'envoie en prison. Il se suicide en 1757,.
La New General Collection of Voyages affiche une volonté de se démarquer des compilations précédentes par les choix des textes retenus, leur révision, et si nécessaire leur traduction. La construction sépare les journaux de voyage des observations concernant les pays, leurs habitants et leurs ressources naturelles. Les cartes sont réalisées sur la base des dernières informations géographiques disponibles.
La publication s'arrête au bout de quatre volumes, du fait d'un nombre de souscripteurs insuffisant.

### Édition originale
L'édition princeps in-4 de l'Histoire générale des voyages est proposée d'abord en souscription : sur grand papier au prix de 18 livres au lieu de 27 ensuite, sur petit papier au prix de 12 livres au lieu de 18 ensuite. Les exemplaires sont distribués en feuilles, la reliure étant à la charge de l'acheteur. Il est prévu initialement 10 volumes, puis 13 en 1751 et 15 en 1756.
Elle est doublée d'une édition in-12 en 72 volumes paraissant chez Didot et Rozet de 1749 à 1758, avec 324 gravures de Cochin fils et 230 cartes et plans par Bellin.

### Édition de Hollande
L'éditeur hollandais Pierre de Hondt publie à partir de1747 une sorte de contrefaçon, reprenant le texte de Prévost, auquel il ajoute en note les suppressions ou additions au texte anglais effectuées par celui-ci, c'est-à-dire ce que Prévost considérait comme des détails inutiles, des informations superflues ou des indécences,. Les gravures sont entièrement refaites et légendées en bilingue par Jacobus van der Schley.
Une forme de dialogue s'installe entre les deux éditions : les éditeurs de Hollande publient des lettres de Prévost critiquant leur édition, assorties de leur réponse. À l'inverse, Didot publie en 1761 un tome XVII, contenant les restitutions et les additions de l'édition de Hollande, pour servir de supplément à l'édition de Paris.

### Continuation
Prévost ne va pas plus loin que les 15 volumes annoncés par l'éditeur. Sa lassitude apparaît dès l'Avertissement du tome XIV : « J'ai resserré l'immense étendue de mon sujet [pour] me conduire plus promptement à la fin d'une si longue carrière. On sera surpris de la quantité de Voyageurs que j'ai réduits à mes bornes, en me contentant de les nommer lorsqu'ils ne méritaient pas d'autre honneur. » Il boucle le dernier tome abruptement, sans fournir de liste d'errata, ni de table des matières. Celle-ci fait l'objet d'un tome XVI, compilé par Nicolas Maurice Chompré. Trois tomes supplémentaires, rédigés par Anne-Gabriel Meusnier de Querlon, Alexandre Deleyre et Jacques-Philibert Rousselot de Surgy paraissent de 1768 à 1801.

### Abrégé
À partir de 1780, Jean-François de La Harpe publie un Abrégé afin « de fournir au lecteur un fil qui pût le conduire dans les sentiers tortueux et innombrables, dans les landes arides de ce vaste labyrinthe ou l'auteur s'était enfoncé avec eux. » Selon lui, l'édition originale est « fastidieuse et pénible à lire, sans choix ni sobriété dans le choix des matériaux, pleine d'une profusion de circonstances purement nautiques et d'inutilités qui augmentent le dégoût et l'ennui, sans ordre et sans méthode, d'un style sans intérêt ni variété. » Il réécrit ainsi l'ouvrage entièrement, en y ajoutant les voyages de Cook, Solander, Wallis et Phipps.

## Construction
Contrairement aux ouvrages de ses prédécesseurs, Ramusio, De Bry ou Hakluyt, Prévost souhaite dépasser la simple compilation et entend à la fois donner à son œuvre la qualité d’une véritable histoire au sens chronologique du terme et en faire, selon son sous-titre, un système complet d’histoire et de géographie en procédant à des « réductions » constituées à partir du savoir commun aux différents voyageurs, en détachant les observations des voyageurs sur les régions visitées de leurs journaux de voyage, afin de constituer un exposé systématique des connaissances acquises.

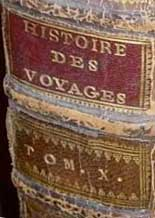

Il considère son rôle comme celui d'un guide : « Entrez sans guide dans une forêt spacieuse, où les routes se multiplient sans cesse avec autant de variété que d’abondance, vous courez risque à chaque pas de vous égarer ; ou du moins vous ne rapporterez d’une course incertaine que des idées confuses, qui ne vous représenteront rien fidèlement. » Il n'hésite donc pas à multiplier les « éclaircissements ». Il considère sa tâche comme celle d’un collectionneur mais aussi comme celle d’un trieur, d’un sélectionneur. : il se fixe un objectif critique, qui tranche avec les collections précédentes et reflète l’esprit des Lumières, qui s’interdit d’admettre pour vrai tout témoignage non vérifié et qui nécessite une minutieuse critique des sources.
Ce souci d'exactitude s'étend aux gravures. Remarquant que les figures d'histoire naturelle africaine différent selon les voyageurs, il en fait faire de nouvelles d'après celles « se trouvant dans les plus riches cabinets de Paris. » Même chose pour les cartes, dont beaucoup sont, pour les mêmes raisons d'inexactitude, refaites par Jacques-Nicolas Bellin. Mais Prévost romance parfois. Hélène Njoto-Feillard a étudié le cas de la gravure de buffle figurant au tome I, dans la partie concernant l'Afrique. Le texte d'accompagnement ne figure pas dans l'ouvrage source de Green, puisque la gravure provient en fait de son tome II, illustrant un chapitre à propos de l'Insulinde.
Prévost recherche également une synthèse qui éloigne son ouvrage d'une simple juxtaposition de récits de voyage parfois redondants. Mais sa méthode ne peut être mise en œuvre que progressivement : il est surtout traducteur aux tomes I à VII, malgré « l'absence d'ordre et de raison » de l'original, « correcteur » aux tomes VIII à XI, en suivant le plan anglais, et enfin « réducteur » aux tomes XII à XV.
Il en vient ainsi à composer, en ouverture du tome XII, un historique des voyages de découverte en Amérique : « C'est le seul moyen de répandre assez de jour sur tout ce qui doit suivre, pour éviter l'embarras de revenir sans cesse à des éclaircissements, qu'on a traités, avec assez de justice, d'ennuyeuses répétitions dans les premiers tomes. » Dans le même esprit, le texte sur le Brésil, au tome XIV, est formé à partir des textes de voyageurs français, anglais et portugais et offre un dictionnaire de connaissances sur les lieux, le caractère et les mœurs des Brésiliens, la flore et la faune locales.
Jean Sgard a étudié en détail la manière dont Prévost construit son texte en prenant pour exemple l'épisode de Marina, captive et compagne d'Hernán Cortés, traductrice de Montezuma. À partir des sources qu'il cite, Martyr d'Anghiera, Oviedo, Lopez de Gomara, Herrera ou Diaz del Castillo, Prévost utilise un  récit de base, qu'il complète par des textes seconds, en recourant au besoin à des sources limitées mais sûres. Le plus souvent, il suit un auteur jusqu'à la fin d'un développement chronologique tout en fondant plusieurs textes en cas d'interprétation délicate, ce qu'il signale alors. « Sans prendre apparemment parti, il laisse parler les uns et les autres, mais peu à peu il assimile les discours, les transforme, les réduit à une seule voix qui est la sienne, tout en laissant au lecteur la liberté d'interpréter le document d'origine. »

## Contenu

### Principales sections
- Voyages autour de l'Afrique et aux Indes Orientales (tomes I à V)
- Voyages dans l'Asie (tomes V à VIII)
- Voyages des Hollandais et des Français aux Indes Orientales (tomes VIII à IX)
- Voyages dans l'Indoustan, Japon, Philippines, Bornéo (tomes X à XI)
- Voyages en Amérique (tomes XII à XV)
- Voyages aux Antilles (tome XV)
- Table, catalogue des cartes et gravures, par Nicolas Maurice Chompré (tome XVI)
- Suite : Restitutions de l'édition de Hollande ; Suppléments (tome XVII)
- Continuation, par de Querlon, Alexandre Deleyre et Rousselot de Surgy : Islande, Île Jean Mayen, Nouvelle-Zemble, Kamtchatka et Sibérie (tome XVIII) ; Groenland, Kamtchatka, Laponie suédoise (tome XIX) ; voyage autour du monde, voyages dans les mers du Sud, voyages de Cook (tome XX)

## Gravures et cartes
Les illustrations ont beaucoup contribué au succès de l'ouvrage. Jacques-Nicolas Bellin, ingénieur de la marine, dresse les cartes. Charles-Nicolas Cochin, dessinateur du roi aux Menus-Plaisirs supervise les gravures et en réalise lui-même 65 des 347 que comporte l'ouvrage. Au total, 27 illustrateurs et graveurs participent à l'édition, parmi lesquels François-Antoine Aveline, Pierre Quentin Chedel, Pierre Soubeyran et Jacques-Nicolas Tardieu. Ces gravures sont cependant refaites dans l'édition hollandaise.
Robert Bénard reprend 75 gravures pour l'édition abrégée de La Harpe.

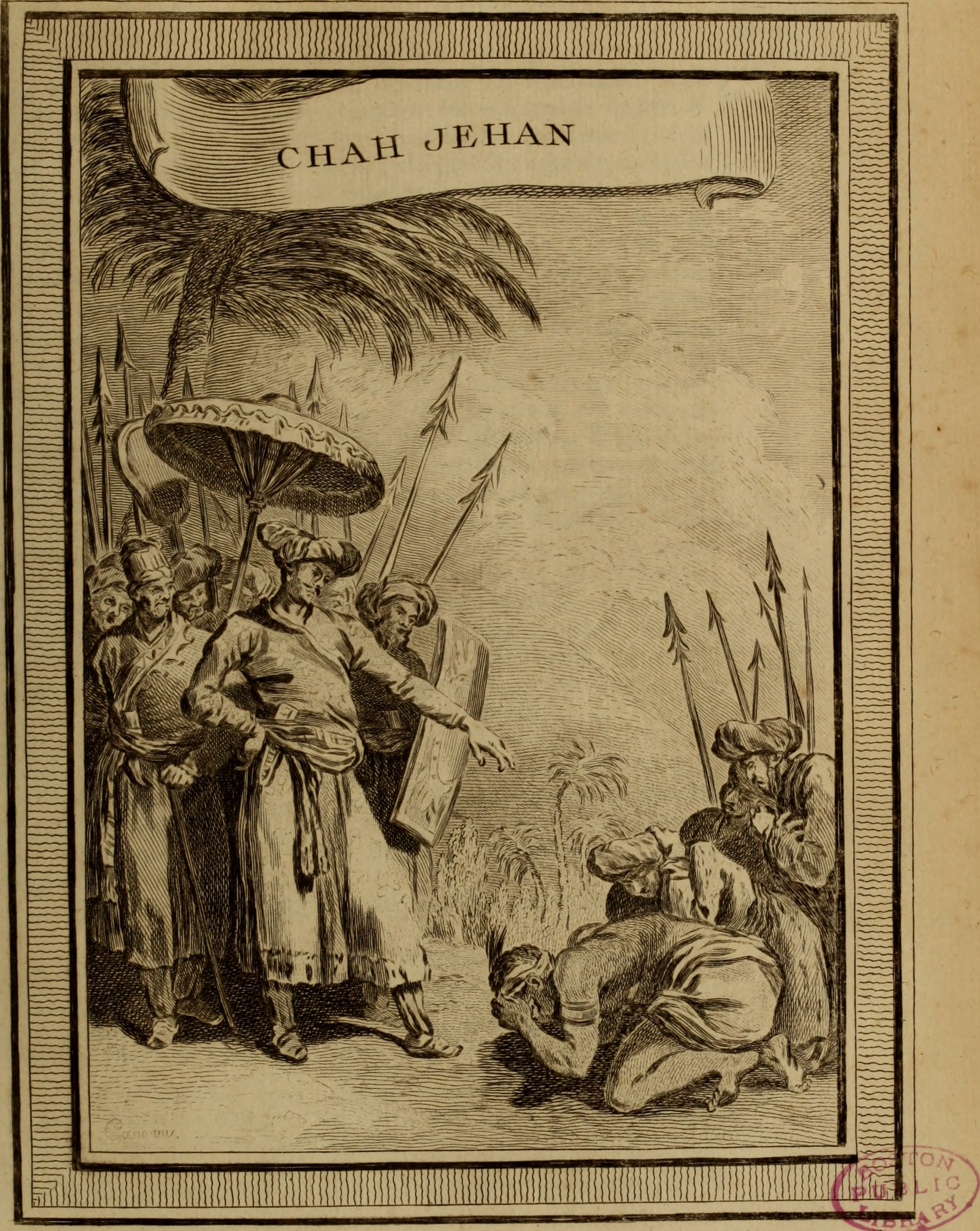
Chah Jehan
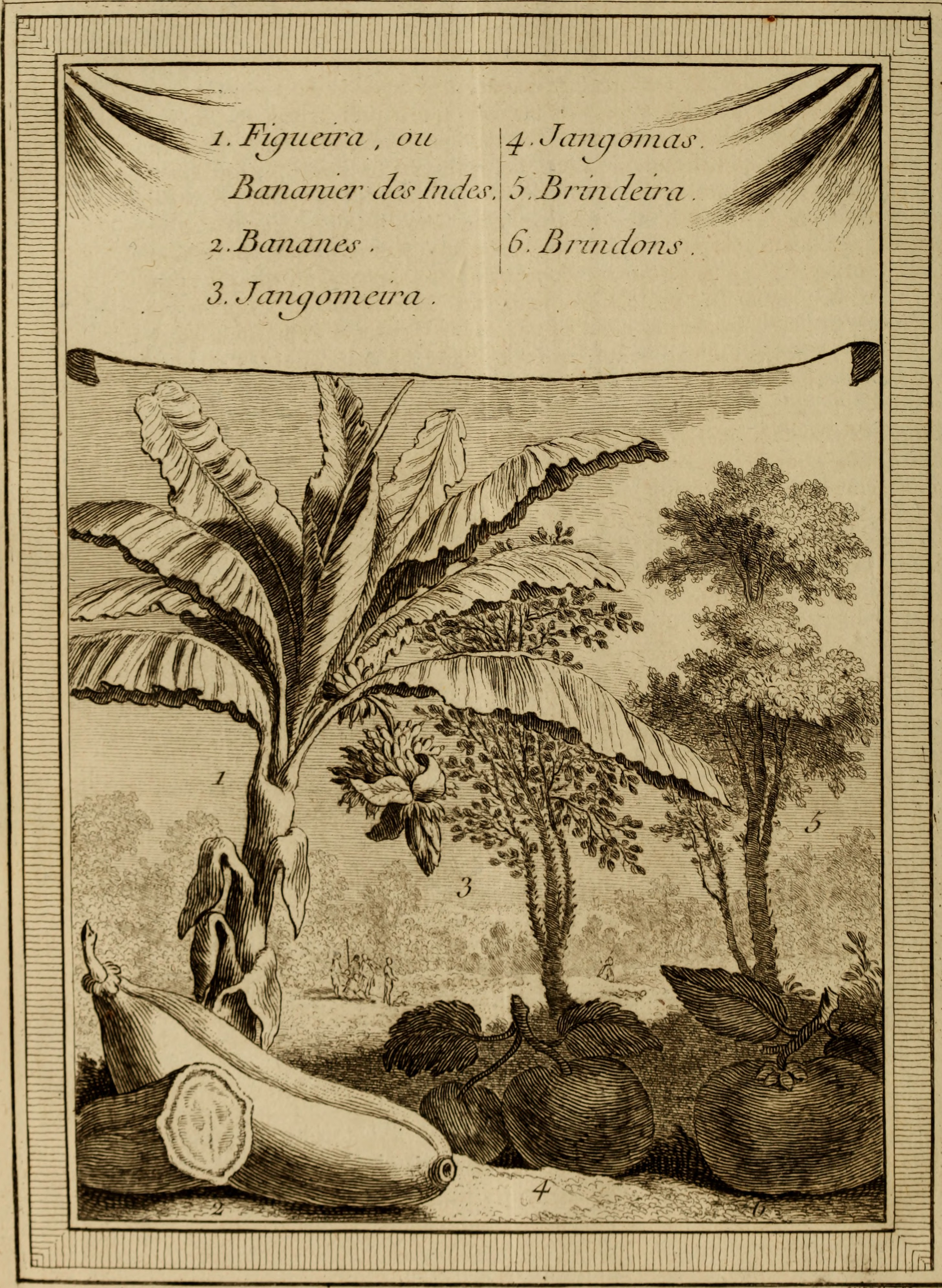
Fruits des Indes
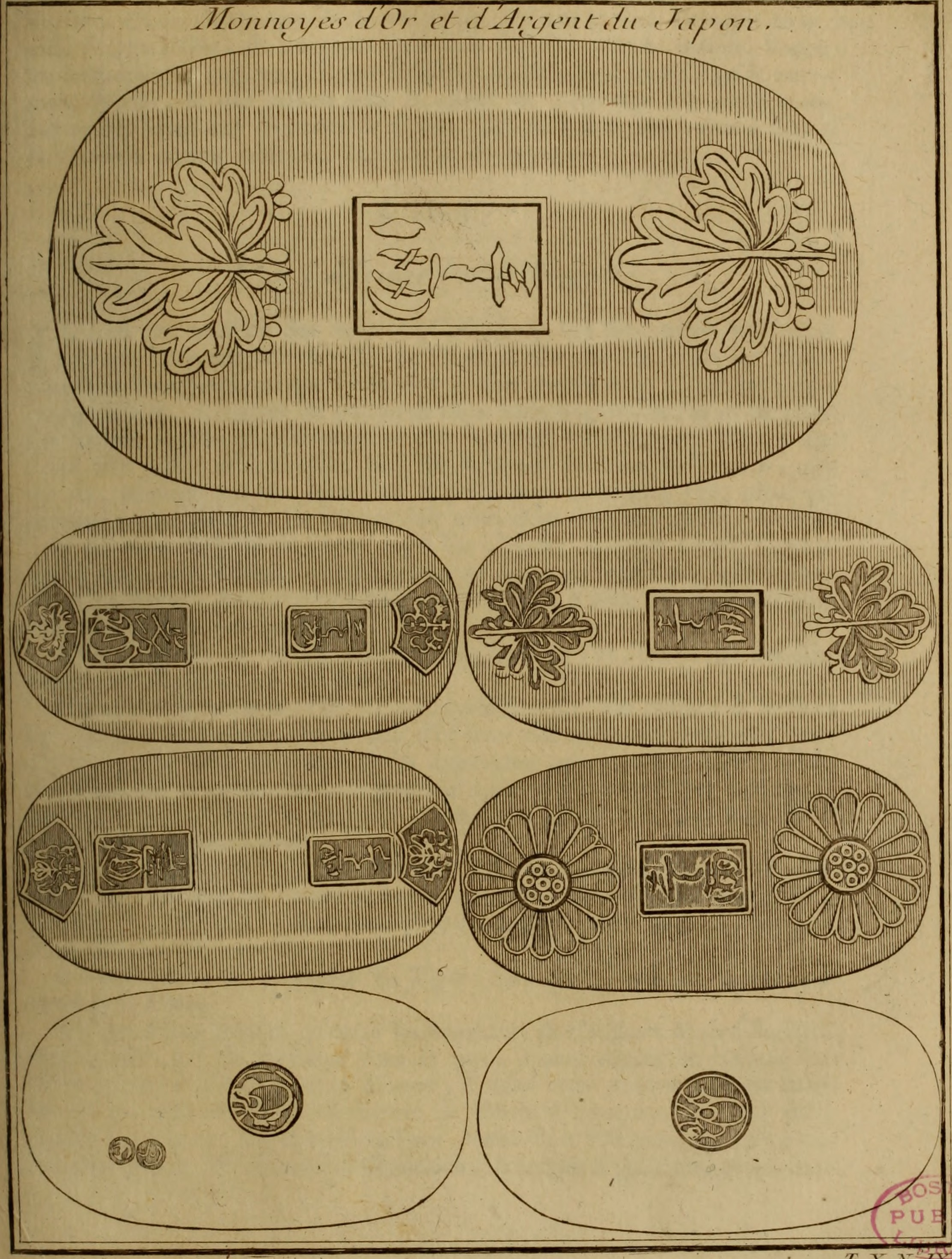
Monnaies d'or et d'argent du Japon
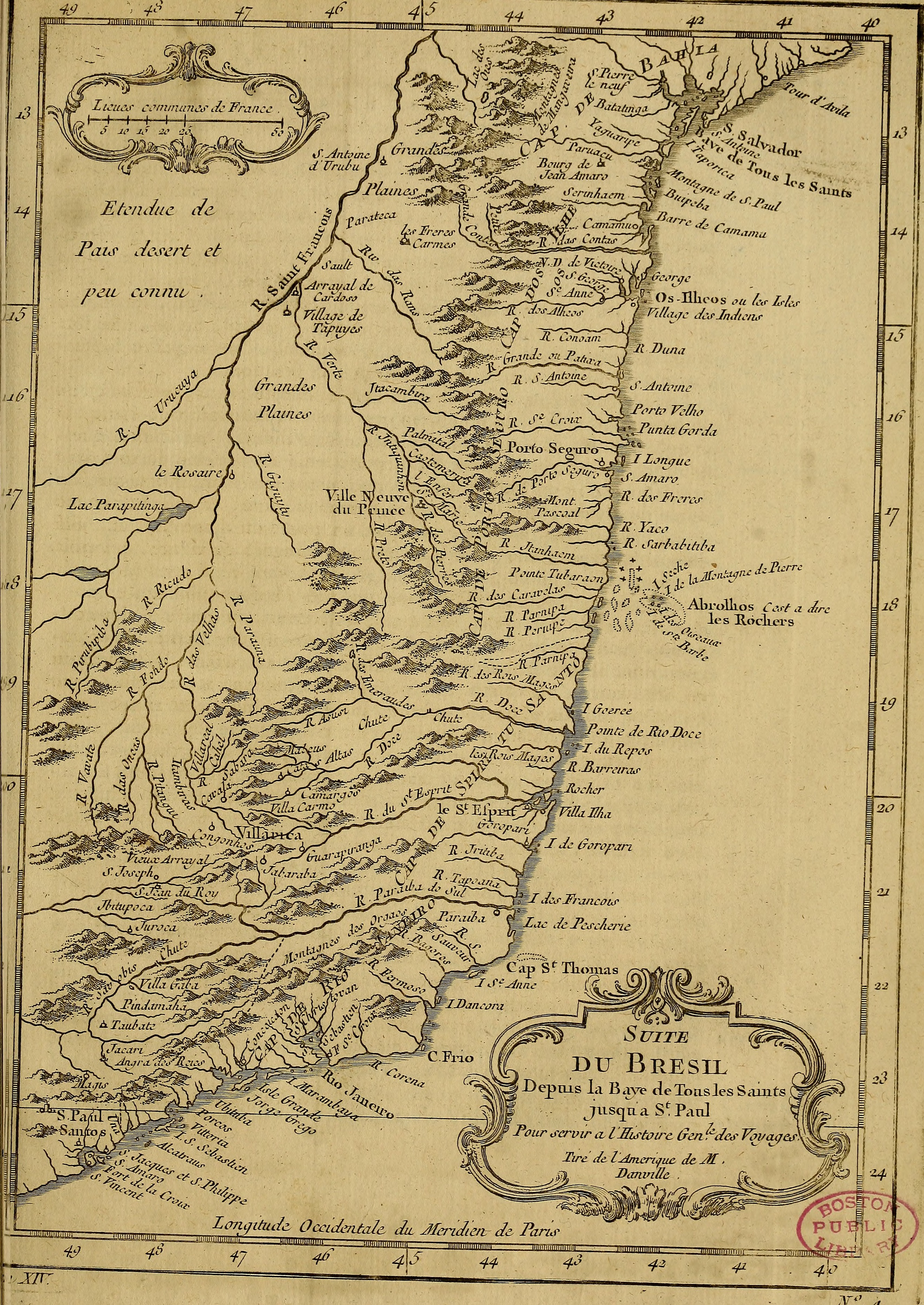
Suite de la carte du Brésil
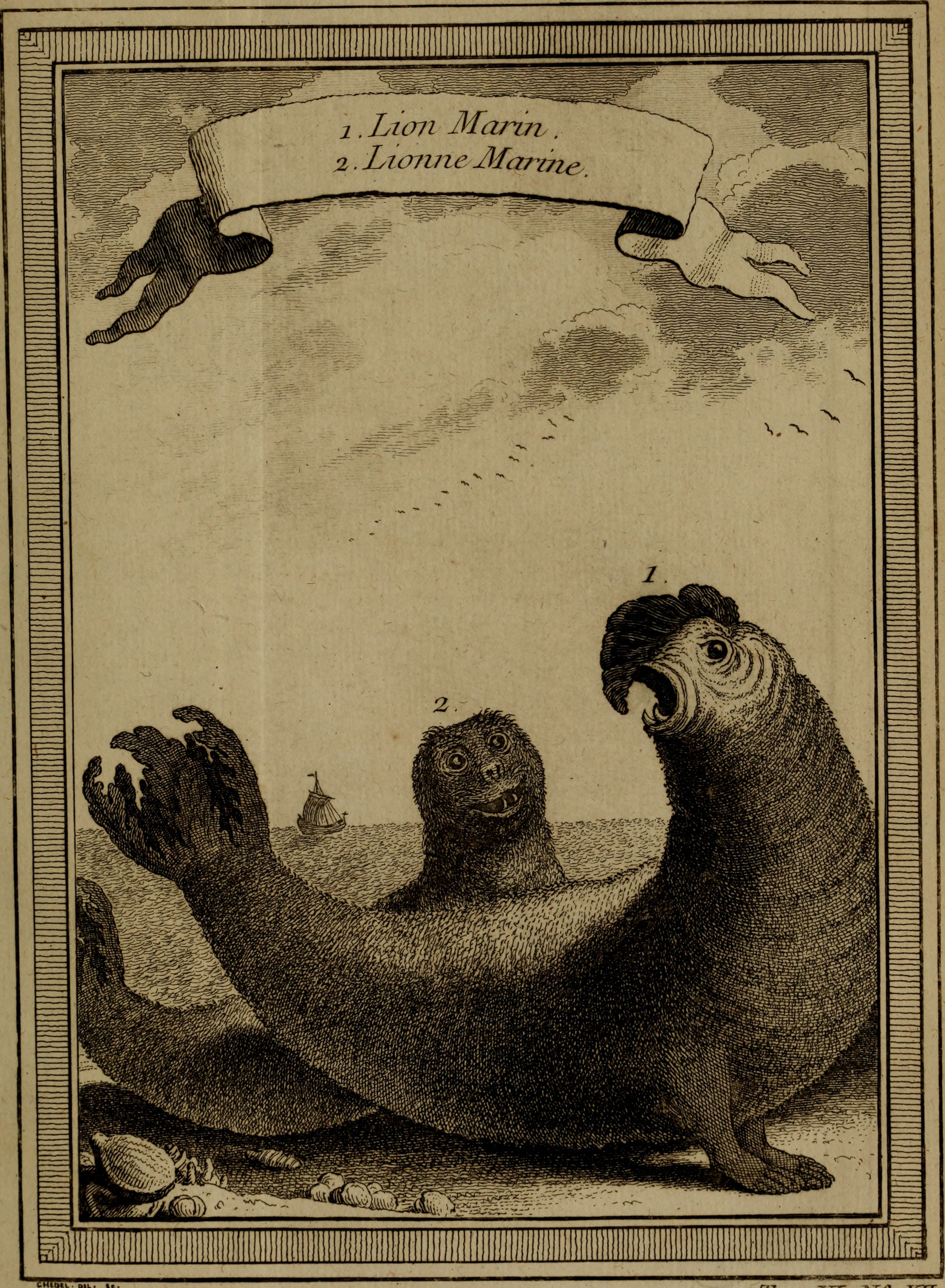
Lion marin

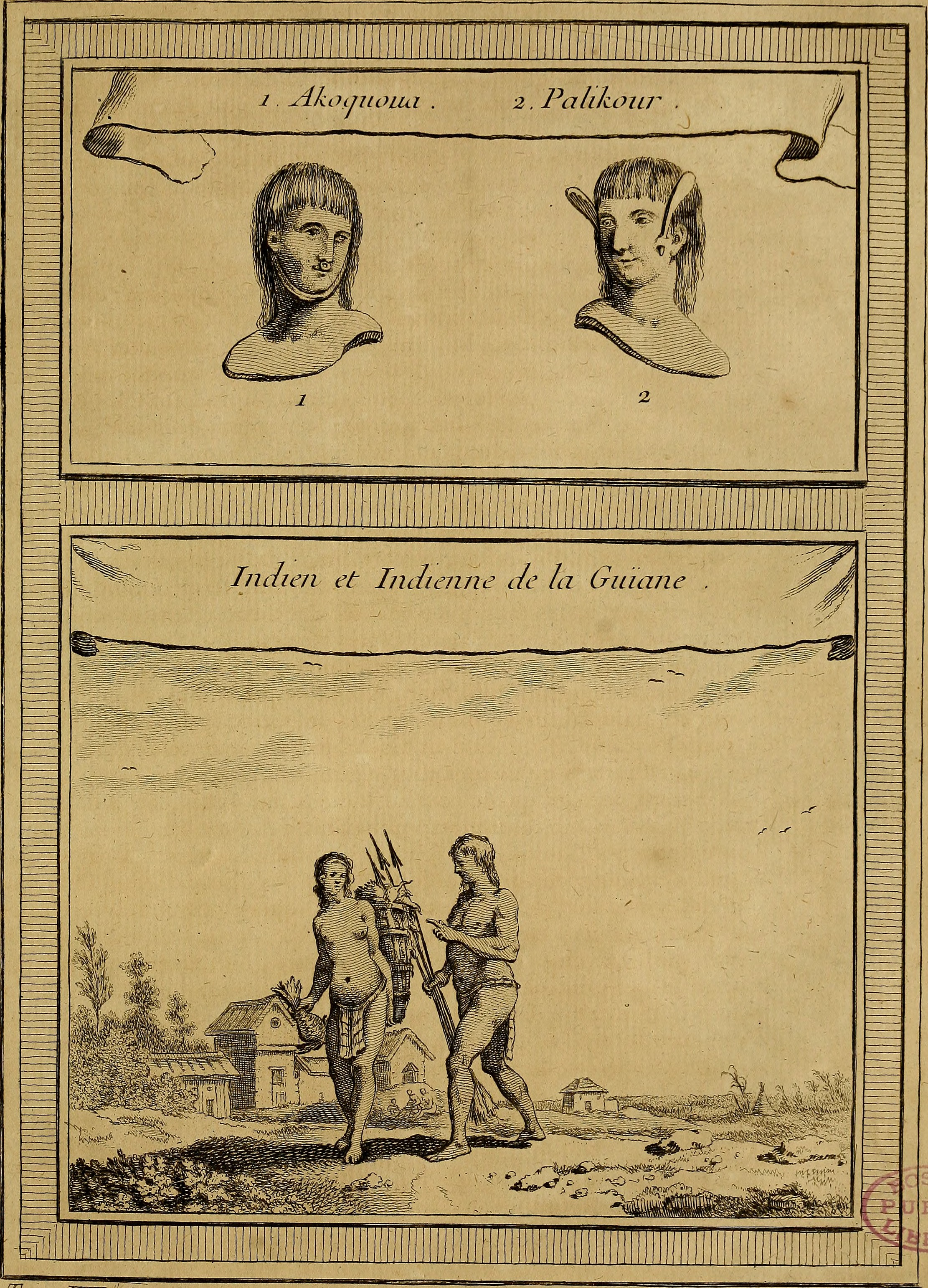
Indiens de la Guyane
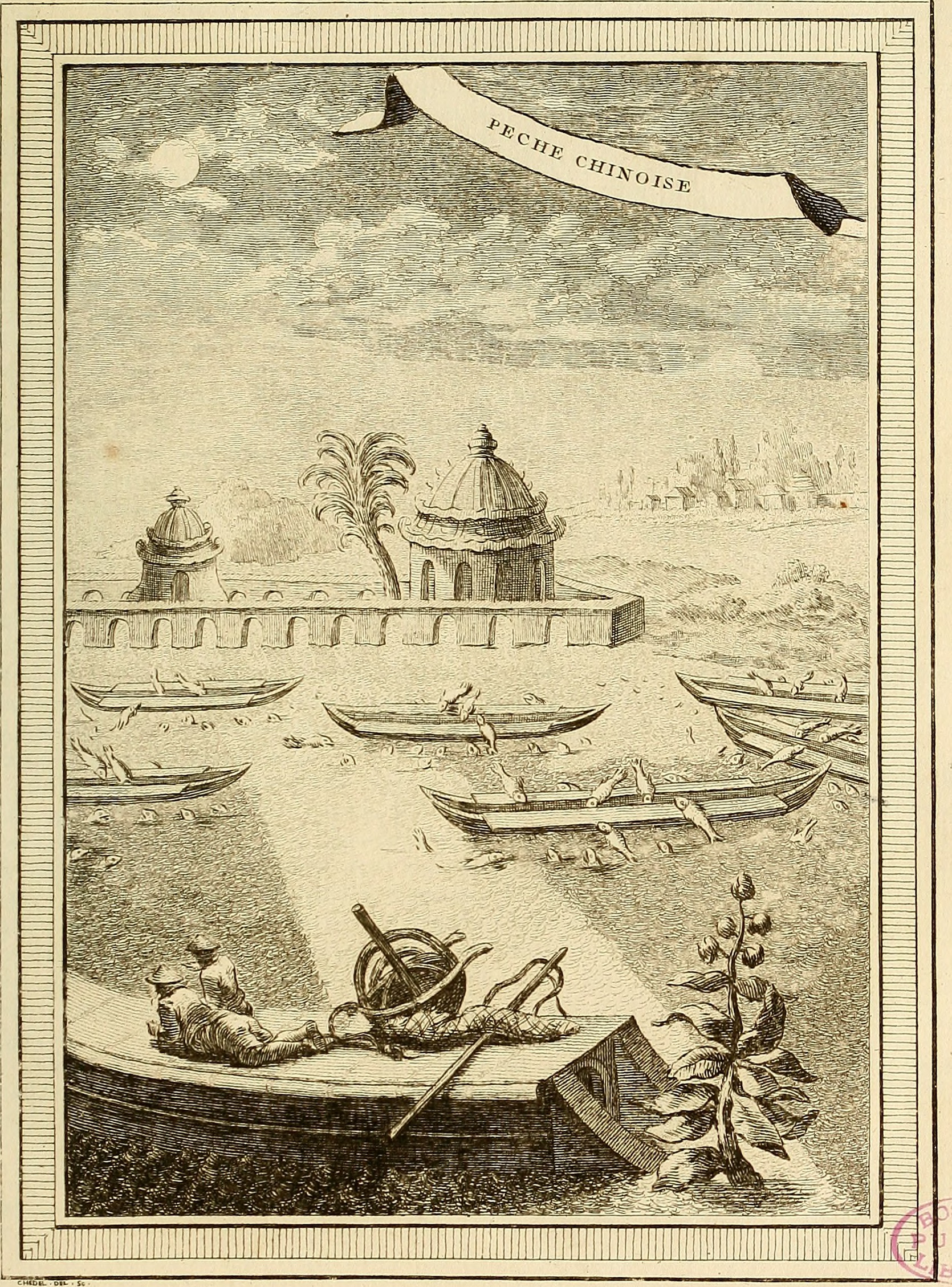
Pêche chinoise
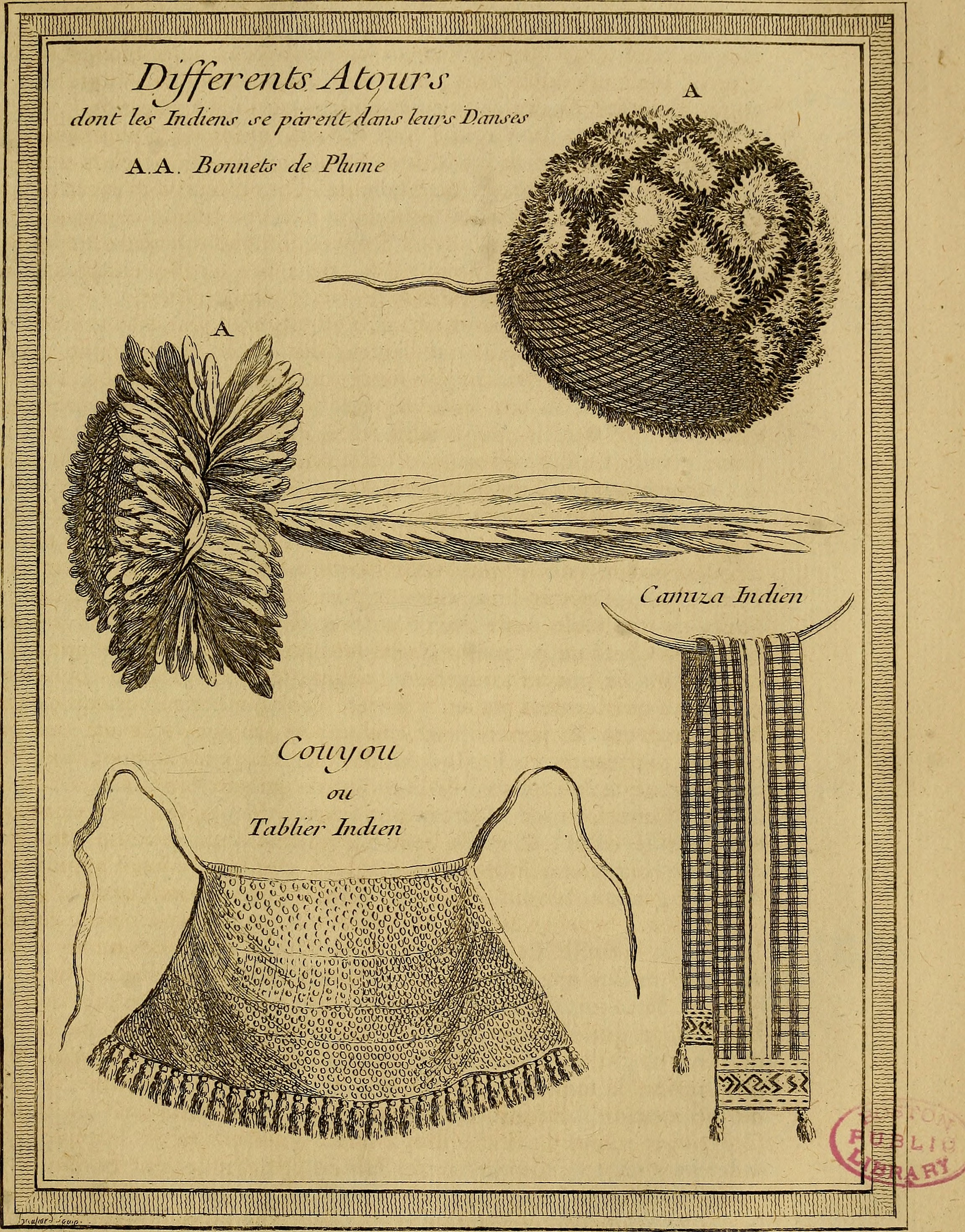
Différents atours dont les Indiens se parent dans leurs danses
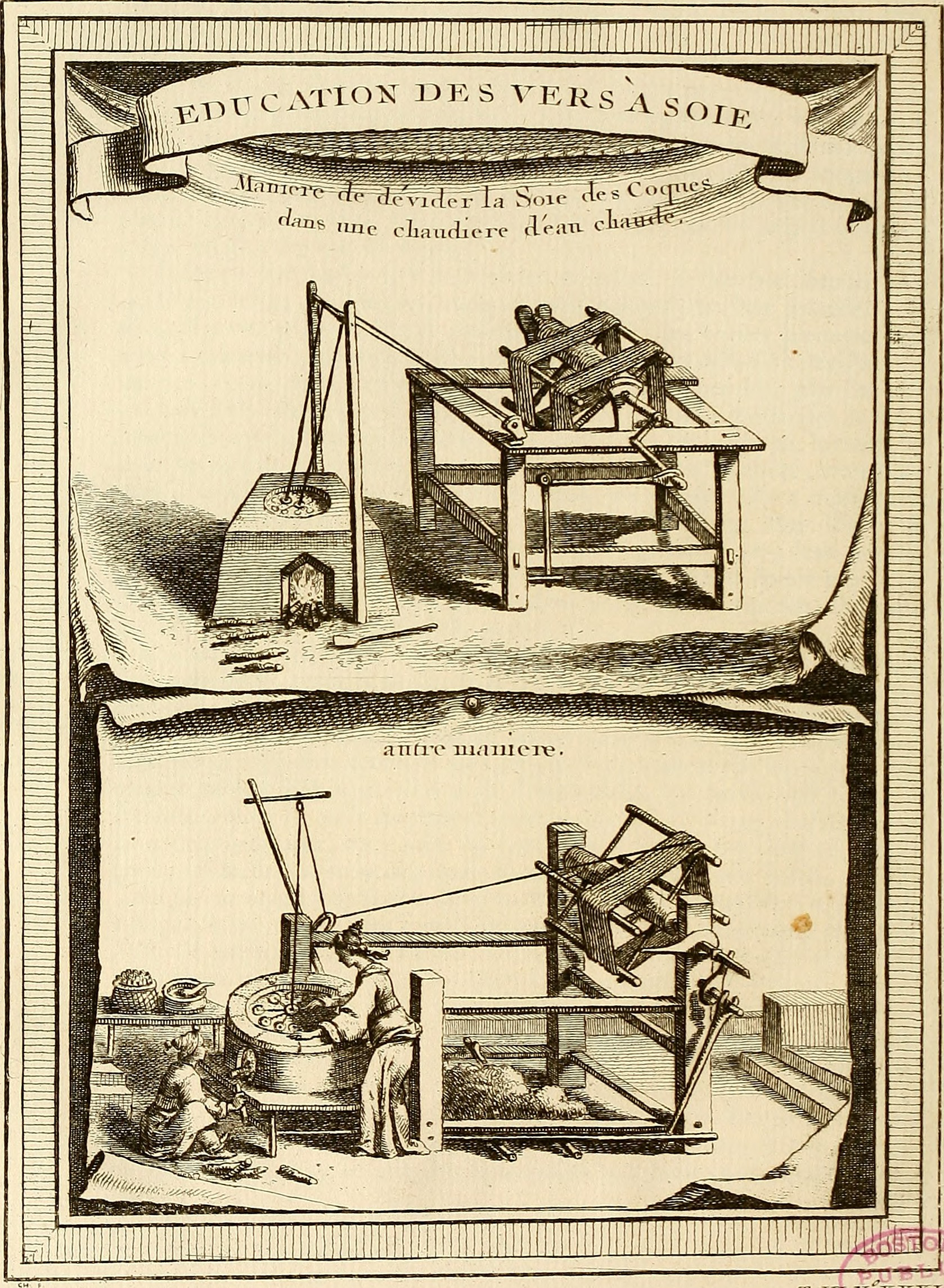
Éducation des vers à soie
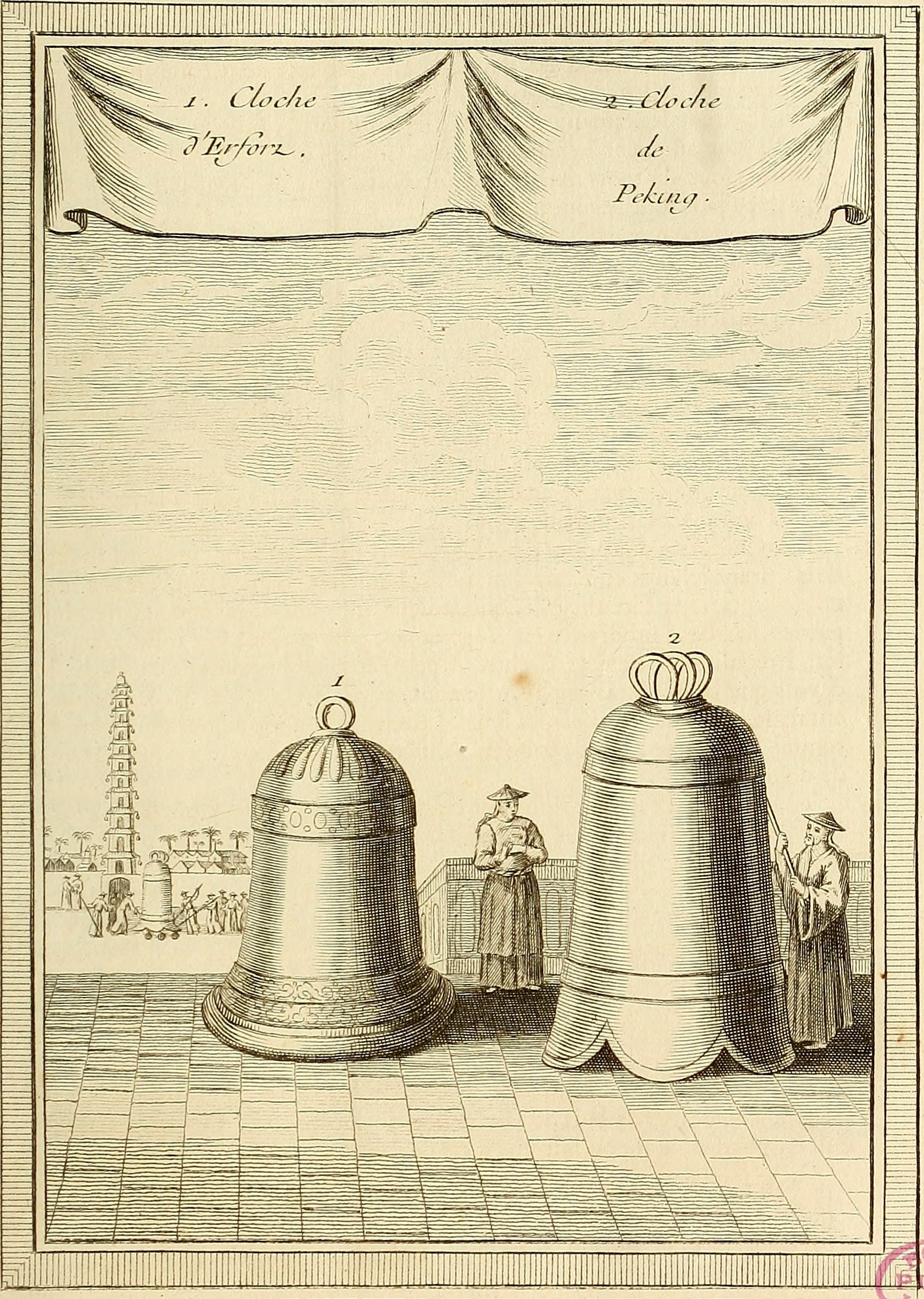
Cloches chinoises

## Réception
L'ouvrage de Prévost est très attendu. Un Prospectus de souscription est distribué, imprimé au même format et avec les mêmes caractères typographiques que l'ouvrage à venir, et des spécimens de gravures peuvent être consultés chez les libraires. De longs extraits paraissent dans de nombreuses publications, comme le Journal de Trévoux ou le Journal des Savants.
Cet ouvrage composite, « qui discourt mille fois mieux qu'Ulysse des royaumes, des villes, des lois, des coutumes, des défauts et des vertus du genre humain » rencontre un grand succès. Prévost évoque dans l'Avertissement du troisième volume « trois éditions des deux premiers tomes dont la vente ne s'est pas refroidie dans l'espace d'une année. » En réponse, une petite édition in-12, moins chère, est lancée.
La série, qui fait l'objet d'éditions hollandaise, allemande et espagnole, influence fortement ses contemporains. Selon Michèle Duchet, Voltaire lui aurait ainsi emprunté la matière de ses adjonctions dans la seconde édition de l’Essai sur les mœurs, et Rousseau l’essentiel des notes de son Discours sur l'origine et les fondements de l'inégalité parmi les hommes. Buffon y aurait trouvé maints éléments pour son Histoire naturelle de l’Homme, et l’abbé Raynal s’en fait l’héritier et le continuateur dans son Histoire philosophique et politique des deux Indes.
L'Histoire générale des voyages a été comparée à l'Encyclopédie de Diderot et d'Alembert sous plusieurs aspects :  une tentative similaire d'unifier des textes divers, une approche méthodologique identique avec la mise en place d'un appareil critique et le croisement des sources, une même finalité d'éclairer le lecteur, une période commune de publication. Elle ne fait cependant l'objet d'aucune étude d'ensemble.
Sylviane Albertan-Coppola la qualifie de feuilleton : « Feuilleton éditorial, dont les Avertissements transcrivent toutes les péripéties. Feuilleton romanesque, qui emporte le lecteur sur toutes les flottes en partance. Feuilleton colonial qui dresse devant ses yeux les peuples les uns contre les autres. Feuilleton encyclopédique,enfin, où l'on voit se dessiner une science universelle. » Michèle Duchet confirme, en faisant remarquer qu'elle a été lue « comme un roman. »